# 百花錦蛇
百花錦蛇（学名：Elaphe moellendorffi）分布于越南以及中国大陆的广东、广西等地，主要栖息于海拔50-300米山脚岩缝或乱石茅草丛中以及路边、水沟及小河旁乱石草丛中也有发现。其生存的海拔范围为50至300米。该物种的模式产地在广西南宁、广东广州。

## 解剖學描述
百花曙蛇長1.6米，头部淡灰色细长，没有斑纹；背面淡灰色，有六角形黑边暗灰色斑纹31-32个；身体两侧也各有类似的较小斑纹一列；腹面白色，颈部、腹部、尾部有黑白相间的宽斑纹；肉红色尾部，有宽黑色斑纹11-12条。

## 保护
本种于2023年被收录入《有重要生态、科学、社会价值的陆生野生动物名录》。